# Entephria nigristiaria
Entephria nigristiaria är en fjärilsart som beskrevs av Charles Stuart Gregson 1870. Entephria nigristiaria ingår i släktet Entephria och familjen mätare. Inga underarter finns listade i Catalogue of Life.